# ヴストロ
ヴストロ (Wustrow) は、ドイツ連邦共和国メクレンブルク＝フォアポンメルン州に属する小さな漁村。人口は1325人（2003年末）。面積は6.89平方キロ。
西にバルト海、東にザーラーボッデン湾が面する。両海岸線までの距離は、短いところで約800メートルしかない。約35キロメートル南西にロストック、45キロメートル東にシュトラルズントが位置している。リゾート地でもあり、いくつかの宿泊施設や別荘が並ぶ。

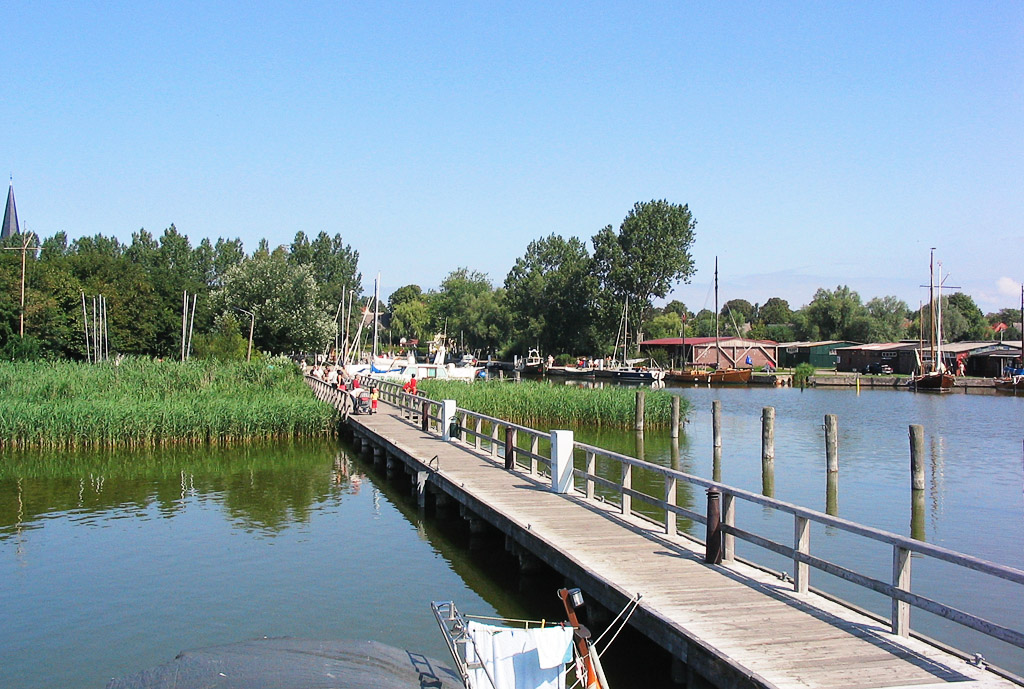
港
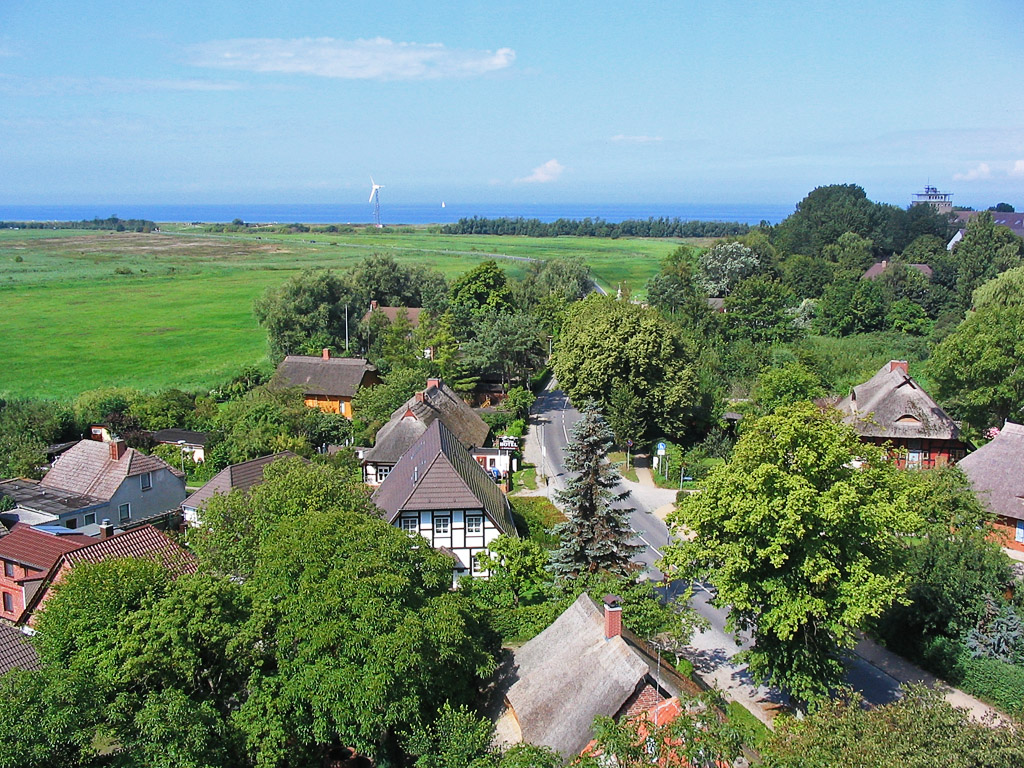
村の入り口

## 引用
1. ↑  Statistisches Amt M-V – Bevölkerungsstand der Kreise, Ämter und Gemeinden 2023 (XLS-Datei)